# アンソニー・ウジャー
アンソニー・ウジャー（Anthony Ujah, 1990年10月14日 - ）は、ナイジェリア・ベヌエ州オボコロ出身のサッカー選手。アイントラハト・ブラウンシュヴァイク所属。ポジションはFW。

## 来歴
プロデビュー以降はナイジェリアでプレーを続けていたが、2010年にノルウェー・リールストロムSKに移籍するとリーグ戦36試合27得点の活躍を見せ、2011年にドイツ・ブンデスリーガの1.FSVマインツ05へ移籍。
2012年に1.FCケルンへローン移籍し、2013年にケルンへ完全移籍。2013-2014シーズンにはチームの2. ブンデスリーガ優勝と、1部昇格に貢献し、「ウジャー・イス・ネ・ケルシェ・ユング」(ウジャーはケルンの少年)というウジャー個人のチャントが歌われるほどサポーター間で高い人気を誇っていた。
2015年5月にヴェルダー・ブレーメンへの移籍を発表。この発表がまだシーズン中であった事やケルンの1部残留が確定していなかった事から批判を浴び、ブレーメンは謝罪を表明した。
2016年7月5日、中国の遼寧宏運足球倶楽部に3年契約で移籍することが決定した。7月8日、石家荘永昌足球倶楽部戦で初出場初得点を記録した。

## 代表歴
2013年、FIFAコンフェデレーションズカップ2013に臨むナイジェリア代表に選出される。

## エピソード
- 2015年3月8日、ブンデスリーガ第24節アイントラハト・フランクフルト戦では自らのゴールを喜ぶあまり、スタジアムにいたケルンのマスコットであるヤギの「ヘンネス8世」のもとへ駆け寄り、角を掴んで乱暴に体を持ち上げた。この行為が動物愛護団体から批判を受けた事で、ウジャーはヘンネス8世が普段暮らしているケルン動物園に出向いて直接餌を与えるなど謝罪を表明した[8][9]。